# 网状网络

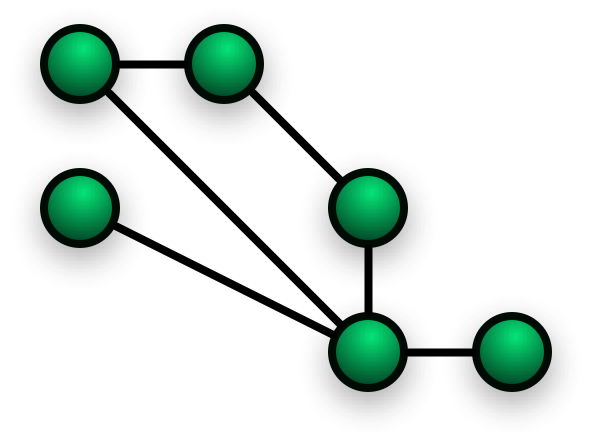
網狀網路架構

網狀網路（英語：Mesh Network）是一種在網路節點間透過動態路由的方式來進行資料與控制指令的傳送。這種網路可以保持每個節點間的連線完整，當網路拓蹼中有某節點失效或無法服務時，這種架構允許使用「跳躍」的方式形成新的路由後將訊息送達傳輸目的地。
在網狀網路中，所有節點都可與拓撲中所有節點進行連線而形成一個「區域網路」。網狀網路與一般網路架構的差異處在於，所有節點可以透過多次跳躍進行數據通信，但它們通常不是移動式裝置。網狀網路可以視為是一種點對點的架構。移動式點對點網路與網狀網路在架構上是非常相似的，只是移動式點對點網路還必須隨時更新組態以因應各節點移動的情形。
無線網狀網路至今已歷經三代的進化，每次反覆的演進都提供了更好的可靠度以及多樣的功能。隨著無線電的成本快速下降，單一頻段的無線網狀網路節點產品逐步發展成可支援多頻段，利用額外的無線電波提供額外的功能-例如：客戶端存取、後置網路（最後一哩）或在行動應用中掃描頻道以提供快速的訊號切換。網狀網路節點的設計也逐漸模組化－一個可以支援多張複合頻段網卡的盒子－每張網卡可以在不同的頻率下運作。因此，第三代的網狀網路技術賦予了一套全新的應用。包括了即時的影像監控、邊界安全或語音通訊。

## 自我調校機制
即使在网络中有節點無法服務或過於忙碌，網路還是可以正常運作。因而形成一個高度可信賴的網路架構。這種架構適用於無線網路、有線網路甚至是軟體架構。
右圖是一個無線網狀網路無線的示意圖，當一個節點啟動時（綠色LED燈亮），所有節點會定時收集廣播訊息來決定拓蹼的形成；當一個節點失效時，原本透過此節點進行通信的路徑會重新找一條替代路徑，因此網路可以保持連接性不被中斷。無線網路是網狀網路最典型的應用，無線網狀網路無線最初是軍事用途，但在近十年來已歷經重大的改進。

## 實例
網狀網路有可能由固定或是移動裝置所構成，所以實際的解決方案也會因為通訊環境所改變。VoIP是網狀網路的應用之一，藉由相關QoS機制可以讓語音封包盡速在網狀網路中傳遞。
某些近期的應用如下：
- 1. 美軍已經使用無線網狀網路去連接在戰場上的軍用電腦，這可以讓軍隊知道每一個軍人的位置，這樣就可以加強軍隊協同行動的能力。
- 2. 某些城市已經在安裝電子水表或是電表，這些水錶或電表可以一個接著一個傳送他們的讀數直到水電公司，如此就不需要額外抄表人員或是另外安裝電纜線傳送數據。
- 3. 學生可以持有具有網狀網路路由器功能的筆記型電腦，這樣學生間不僅可以交換檔案，也可以透過其他具有網路連線能力的人連上網際網路。
- 4. 由66顆衛星組成的銥衛星系統本身就是一個網狀網路系統，相鄰的銥衛星會互相連接成網狀拓撲。一通電話會經由銥衛星網狀網路路由通往目的端，完全不需要地面通訊站的協助，這樣減少了傳輸距離也減少了通訊延遲。

## 相關研究
- Roofnet
- Orbit （页面存档备份，存于）
- open-mesh
- OLSR （页面存档备份，存于）
- UCSB MeshNet
- Freifunk.net （页面存档备份，存于）